# Ангита, Хулио
Ху́лио Анги́та Гонса́лес (исп. Julio Anguita González, 21 ноября 1941, Фуэнхирола, Малага — 16 мая 2020, Кордова) — испанский политик. Координатор коалиции Объединённые левые (1989—2000), генеральный секретарь Коммунистической партии Испании (1988—1998), алькальд Кордовы (1979—1986). Член Конгресса депутатов (1989—2000) от Мадрида, депутат парламента Андалусии (1986—1989) от Кордовы.

## Биография
Родился 21 ноября 1941 года в городе Фуэнхирола в провинции Малага. Он воспитывался в семье с военным прошлым, сын сержанта и внук гражданского гвардейца.
Ангита, отойдя от семейных традиций,  получил педагогическое образование, и позже получил степень по истории в Барселонском университете.
Учитель по профессии, он в 1972 году вступил в подпольную Коммунистическую партию Испании. В 1977 году он стал членом центрального комитета Коммунистической партии Андалусии. В 1988—1998 гг. — генеральный секретарь Коммунистической партии Испании. В 1989—2000 гг. — координатор коалиции Объединённые левые. По результатам парламентских выборов 1989 года  избран членом Конгресса депутатов в избирательном округе Мадрида.
В 1979 году избран алькальдом (мэром) Кордовы. Получил прозвище «Красный халиф» (El Califa Rojo). Занимал должность до 1986 года.
По состоянию здоровья в 2000 году ушёл из политики. Преподавал в средней школе имени Бласа Инфанте в Кордове.
В 1993 и 1998 годах перенёс сердечные приступы. В 1999 и 2009 годах перенёс операции на сердце. Госпитализирован после остановки сердца и дыхания 2 мая 2020 года в реанимацию в университетскую больницу королевы Софии в Кордове. Умер от сердечного приступа 16 мая 2020 года.

## Личная жизнь
В 1969—1977 гг. был женат на Антонии Паррадо (Antonia Parrado Rojas), члене муниципального совета города Кордовы, от брака родилось двое детей: Ана Ангита Паррадо (Ana Anguita Parrado) и Хулио Ангита Паррадо (1977—2003), военный корреспондент El Mundo, который погиб от взрыва ракеты, попавшей в военный центр связи под Багдадом. В 2007 году женился на Марии Агустине Мартин Каньо (María Agustina Martín Caño), с которой познакомился в средней школе имени Бласа Инфанте в Кордове, в которой преподавал после ухода из политики.